# Вузькоколійна залізниця Поташ — Березино (Червоний Кут)
Вузькоколійна залізниця Поташ — Іваньки — Буки — Березино (Червоний Кут) — колишня мережа вузькоколійної залізниці під'їзних колій цукрозаводів та спиртзаводу шириною колії 750 мм у Черкаській області. Загальна довжина під час роботи становила 49 км.

## Історія та розташування

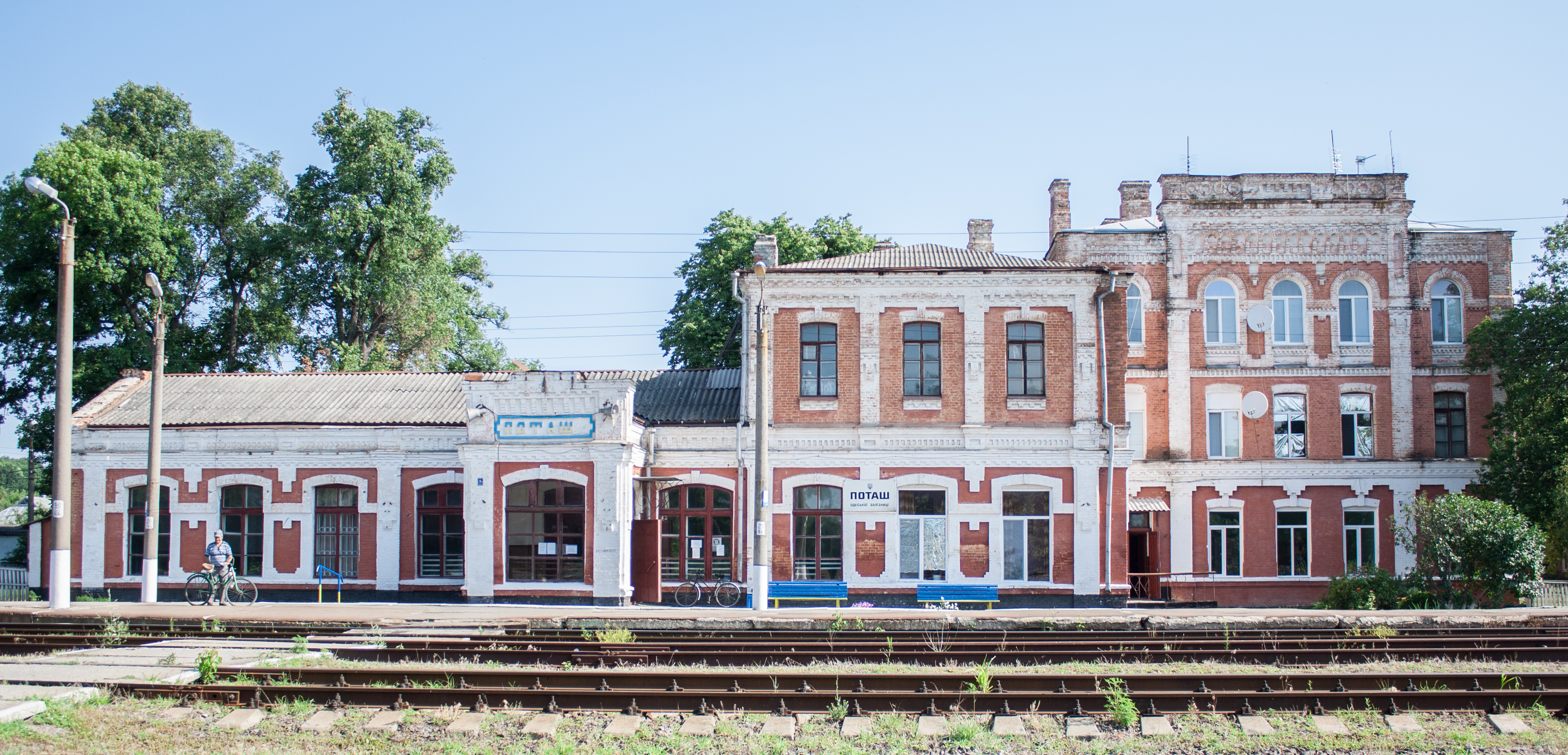
Залізничний вокзал Поташ

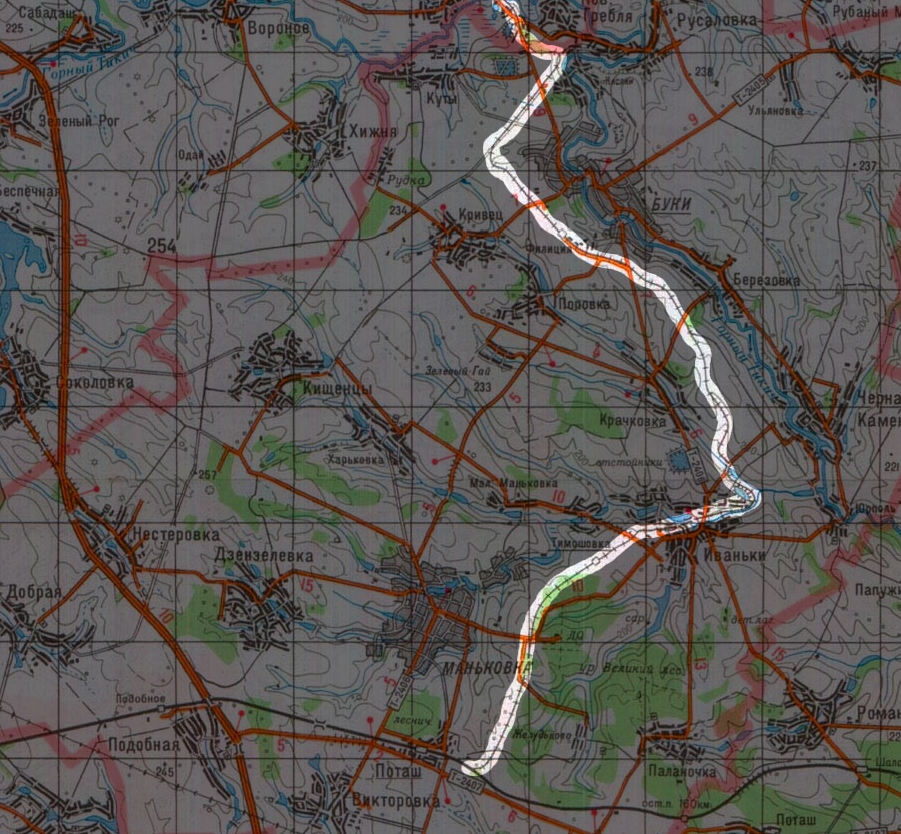
Вузькоколійна залізниця від станції Поташ на топографічній карті

Побудували вузькоколійну залізницю в 1933 році для обслуговування цукрового та спиртового заводів у Іваньках та цукрового заводу до Березинського цукрового заводу в селі Червоний Кут Уманського району.
Під час німецької окупації під час Другої світової війни залізниця працювала під управлінням Deutsche Reichsbahn.
Після розпаду Радянського Союзу та виходу з-під керування обласного буряко-цукрового промислового управління реорганізовано в державну установу «Іваньківська під'їзна колія».
Наприкінці 1990-х колія оновлювалася, але після закриття заводу в Іваньках у 2003 році її демонтували. У 2000-х роках колії можна було побачити на переїздах у селі Червоний Кут та на трасі Т2405 між селами Буки та Червоний Кут.

## Рухомий склад

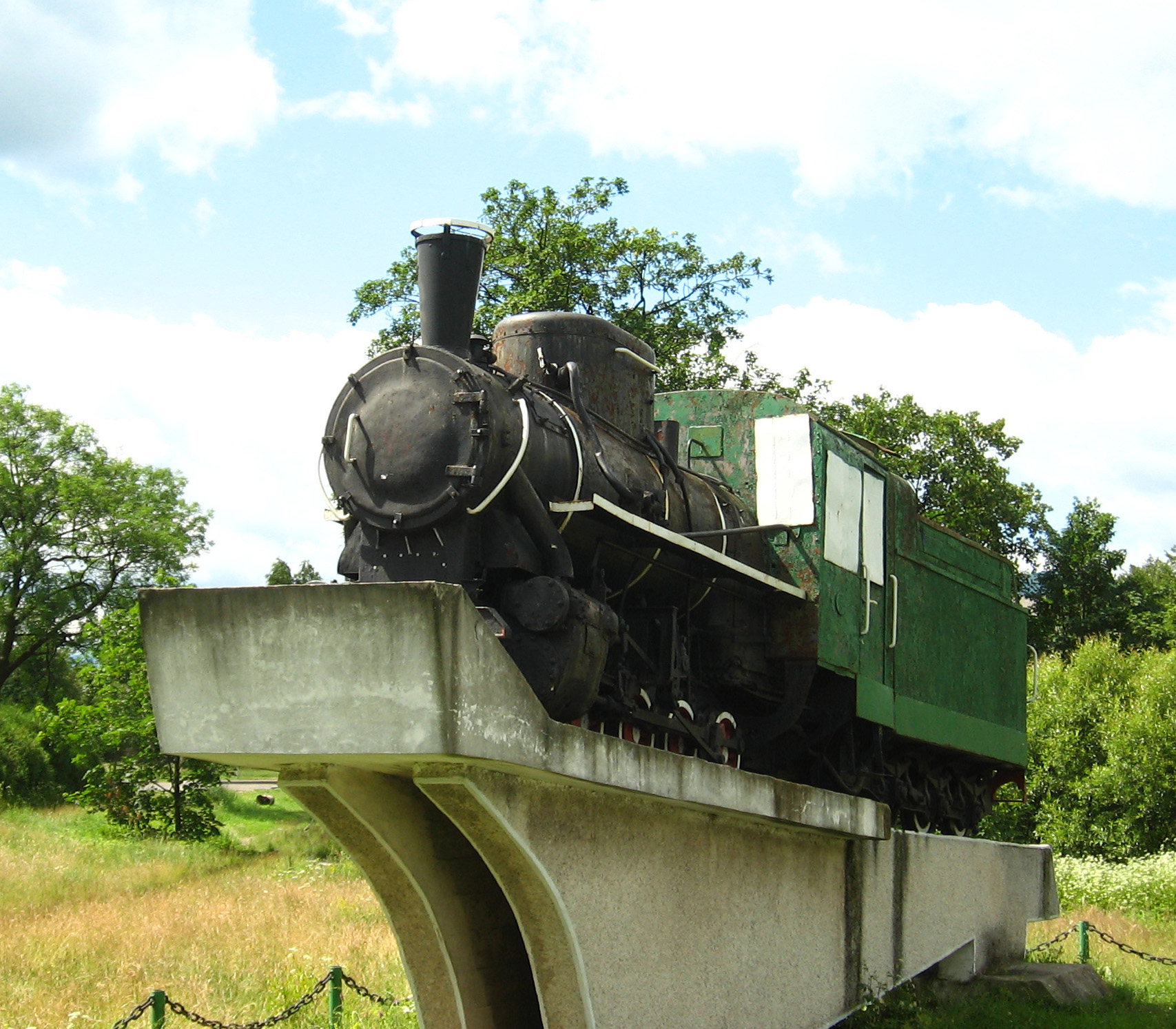
Паротяг ВП4 на постаменті

За інформацією енциклопедії вузькоколійних залізниць, під час Другої світової війни на дільниці працювали два танк-паровози.
До 1980-х працювали паротяги Гр-186, Гр-233 та Гр-314, а також не встановлена модель паротяга виробництва Фінляндії та один паротяг Воткинського заводу.
Після завершення експлуатації рухомого складу на паровій тязі експлуатувалися тепловози ТУ2МК, ТУ4 та ТУ2, ТУ7-1121, 1823, 2361, ТУ7А-3113, ТУ7 (з кабіною від ТУ8-0143), а також на заводі в Березине був ТУ6А-2587.